# Phénomène de Kazan
 (septembre 2021).
La mise en forme du texte ne suit pas les recommandations de Wikipédia : il faut le « wikifier ».
Les points d'amélioration suivants sont les cas les plus fréquents. Le détail des points à revoir est peut-être précisé sur la page de discussion.
- Les titres sont pré-formatés par le logiciel. Ils ne sont ni en capitales, ni en gras.
- Le texte ne doit pas être écrit en capitales (les noms de famille non plus), ni en gras, ni en italique, ni en « petit »…
- Le gras n'est utilisé que pour surligner le titre de l'article dans l'introduction, une seule fois.
- L'italique est rarement utilisé : mots en langue étrangère, titres d'œuvres, noms de bateaux, etc.
- Les citations ne sont pas en italique mais en corps de texte normal. Elles sont entourées par des guillemets français : « et ».
- Les listes à puces sont à éviter, des paragraphes rédigés étant largement préférés. Les tableaux sont à réserver à la présentation de données structurées (résultats, etc.).
- Les appels de note de bas de page (petits chiffres en exposant, introduits par l'outil «  Source ») sont à placer entre la fin de phrase et le point final[comme ça].
- Les liens internes (vers d'autres articles de Wikipédia) sont à choisir avec parcimonie. Créez des liens vers des articles approfondissant le sujet. Les termes génériques sans rapport avec le sujet sont à éviter, ainsi que les répétitions de liens vers un même terme.
- Les liens externes sont à placer uniquement dans une section « Liens externes », à la fin de l'article. Ces liens sont à choisir avec parcimonie suivant les règles définies. Si un lien sert de source à l'article, son insertion dans le texte est à faire par les notes de bas de page.
- La présentation des références doit suivre les conventions bibliographiques. Il est recommandé d'utiliser les modèles {{Ouvrage}}, {{Chapitre}}, {{Article}}, {{Lien web}} et/ou {{Bibliographie}}. Le mode d'édition visuel peut mettre en forme automatiquement les références.
- Insérer une infobox (cadre d'informations à droite) n'est pas obligatoire pour parachever la mise en page.

Pour une aide détaillée, merci de consulter Aide:Wikification.
Si vous pensez que ces points ont été résolus, vous pouvez retirer ce bandeau et améliorer la mise en forme d'un autre article.
 (septembre 2021).

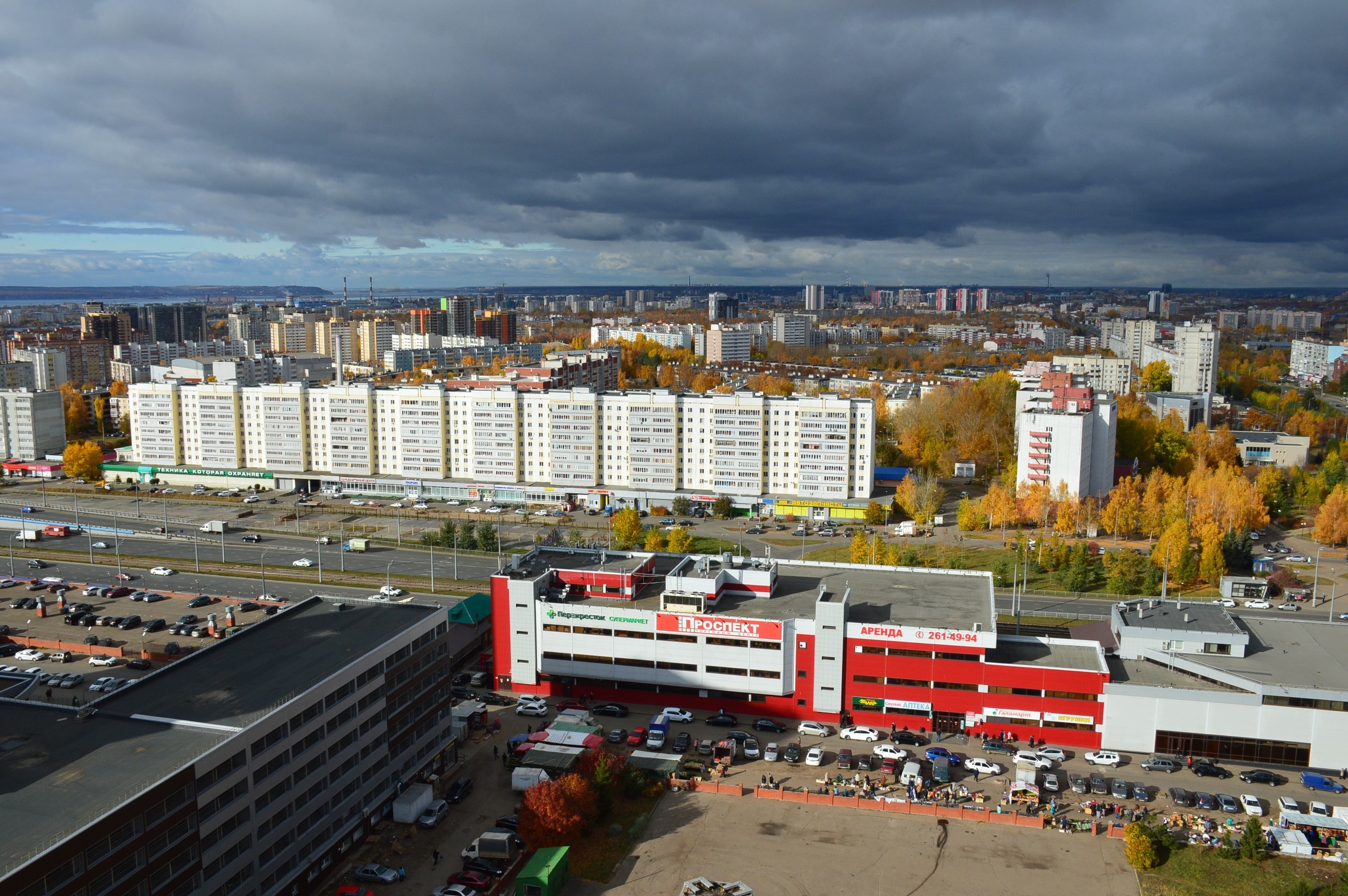
Quartier résidentiel Gorki de Kazan, où vivaient des membres du gang Pervaki

Le phénomène de Kazan (russe : Казанский феномен, Kazanskiy fenomen) est un terme utilisé par les journalistes pour décrire la montée en puissance de l'activité des gangs dans la ville de Kazan en république socialiste fédérative soviétique de Russie (RSFSR), puis au sein de la fédération de Russie.
Au début des années 1970, la ville de Kazan a une réputation particulièrement mauvaise, due notamment à la délinquance juvénile. De nombreux jeunes hommes d'origine russe et tatare, ayant rejoint des gangs de jeunes, s'affrontent pour le contrôle de territoires, utilisant principalement des armes improvisées ou de mêlée. En effet, à l'époque, les armes à feu ne sont pas répandues en Russie et sont difficiles à trouver. 
Entre 1985 et 1999, le taux de crimes commis par des jeunes de 16 à 29 ans au Tatarstan (jusqu'en 1992, l' ASSR tatare) est multiplié par 1,7. La vague de criminalité provoque une panique morale parmi la population soviétique. Non seulement cette criminalité était traditionnellement considérée comme un produit de l'Occident capitaliste, mais elle impliquait également les enfants de fonctionnaires locaux. 
Au cours de la montée en puissance de la mafia russe à la fin des années 1980 et 1990, les gangs de rue sont devenus des entreprises criminelles plus sophistiquées et organisées. En raison du manque de rentabilité des activités de racket au Tatarstan, les gangs de Kazan ont commencé à migrer à Saint-Pétersbourg. Ils entrent alors en conflit avec le gang de Tambov (en). La mafia de Kazan était connue pour être particulièrement cruelle dans ses tactiques d'extorsion, et faisait périodiquement appel à des renforts du Tatarstan. Les gangsters slaves de la ville se sont regroupés pour lutter contre cette menace émergente et ont finalement forcé les Tatars à quitter Saint-Pétersbourg.

## Émergence
L'effondrement des principales institutions de l'État soviétique - l'économie planifiée, l'appareil juridique, et le système de protection sociale basé sur l'entreprise - s'est accompagné d'une violente division des actifs et des ressources.
Les entreprises d'État, en cours de privatisation, doivent s'adapter à un environnement de libre marché. Les activités commerciales ordinaires telles que la mobilisation de capitaux, la garantie de l'approvisionnement, ou la possibilité de faire payer aux clients des biens et des services, s'avèrent parfois compliquées et risquées. Les difficultés s'accumulent, dans un pays en proie à une crise économique, où l'appareil l'État se révèle parfois inefficace, et sans un système bancaire fonctionnel consolidé. 
Dans ce contexte, les entreprises publiques et privées sont assiégées par des spéculateurs ciblant leurs actifs. Ces derniers n'hésitent pas à utiliser des moyens illégaux pour remplir leurs objectifs, comme les menaces, les pots-de-vin voire du racket, faisant ainsi main basse sur les actifs, les produits et les actions des entreprises. 
La région du Tatarstan demeure attractive malgré la crise économique. Si au milieu des années 1990, la production industrielle diminue de 33,9 % par rapport au début de la décennie, les impacts de la crise économique de la première moitié des années 1990 sont moins graves que dans la plupart des régions russes. 
L'existence d'une structure économique solide, héritée de l'époque soviétique, associée à la présence historique de gangs, contribue à expliquer le développement particulièrement rapide du crime organisé au Tatarstan dans les années 1990. 
Les entreprises, nouvellement privatisées, sont exposées à l'extorsion de la part de gangs de bandits, de services de sécurité voire de la police de l'État, ces derniers s'étant révélés être parfois l'un des principaux groupes de racket dans la Russie post-soviétique. 
À la marge de ces anciennes entreprises soviétiques en difficulté, une vaste économie de rue et de petites entreprises naissantes ont émergé. 
La sphère économique privée, encouragée lors la perestroïka en 1987 sous l'impulsion de Gorbatchev, permet à des groupes de citoyens de créer des entreprises coopératives. Ces entreprises deviennent immédiatement des cibles pour les racketteurs. Le premier cas de racket à Kazan a été enregistré en 1988 lorsque le groupe de rue Dom Obuvi (littéralement « House of Shoes », un magasin de chaussures) a tenté d'extorquer à une coopérative de constructeurs.
Si au début des années 1990, la plupart des coopératives ont disparu sous la pression de la fiscalité et de la concurrence de nouvelles entreprises privées, de nouvelles petites entreprises émergent rapidement. Elles se positionnent principalement dans le secteur des services informels et semi-formels non réglementés : marchés extérieurs, petits stands et kiosques, petites entreprises de change, etc. N'ayant pratiquement aucune aide de l'État et n'ayant pas les moyens de se protéger seules, le secteur constitue lui aussi une proie facile. 
À Kazan (et au Tatarstan en général), la majorité des groupes du crime organisé sont issus des anciens gangs de rue. À Kazan, la plupart de ces groupes, à l'exception des gangs spécialisés, par exemple dans le trafic de drogue, sont issus de groupes de jeunes marginaux. Aujourd'hui, toutes ces communautés criminelles ont conservé des gangs de jeunes au sein de leur organisation.
Les principaux gruppirovki historiques de Kazan - Kvartala, Mirnyi, Shatura, 56e Kvartal, Sots-gorod, Telestudiia, Khadi Taktash, Zhilka, Nizy, Boriskovo, Pervaki, Tukaevo - cherchent à se répartir la ville entre eux. Afin de conserver et d'étendre leur contrôle sur le territoire, ils tentent de mobiliser des forces importantes. Ils encouragent alors les jeunes locaux à rejoindre leurs rangs.

## Composition sociale
À la fin des années 1980, les gangs de Kazan sont principalement composés de jeunes issus de la classe ouvrière. 
Avec l'effondrement du niveau de vie de l'ensemble de la population dans les années 1990, les gangs attirent des membres issus d'un plus large éventail de milieux sociaux, y compris parmi des jeunes issus de familles plus aisées ou d'étudiants en université. 
De plus, même si les gangs de rue restent un phénomène principalement chez les jeunes, la moyenne d'âge de leurs membres augmente. 
Vers le milieu des années 1990, une proportion importante de membres a plus de vingt-cinq ans, et nombre d'entre eux occupent un emploi légitime à côté de leurs activités criminelles. 
Les origines ethniques des membres de gangs sont représentatives de la population locale, bien que des gangs formés par des communautés de migrants (Géorgiens, Azerbaïdjanais, Tchétchènes, Daghestan) apparaissent dans toute la Russie. Les gangs du Tatarstan étaient ethniquement mixtes, unissant les Russes et les Tatars et toutes les autres ethnies vivant dans leurs quartiers.